# Veronica barrelieri
Veronica barrelieri är en grobladsväxtart. Veronica barrelieri ingår i släktet veronikor, och familjen grobladsväxter.

## Underarter
Arten delas in i följande underarter:
- V. b. andrasovszkyi
- V. b. barrelieri
- V. b. nitens
- V. b. prodanii